# Estadi de La Romareda
Propietat de la ciutat de Saragossa, l'Estadi de La Romareda va ser inaugurat el 8 de setembre de 1957, l'estadi té una capacitat de 34.600 espectadors i unes dimensions de 107x68. El primer partit que va albergar va ser Reial Saragossa - Osasuna i va finalitzar amb victòria del Saragossa per 4-3.